# Jochem Uytdehaage
Jochem Uytdehaage (n. 9 iulie 1976, Utrecht, Utrecht, Țările de Jos) este un patinator de viteză ce a reprezentat Regatul Țărilor de Jos, medaliat olimpic. A participat la o ediție a Jocurilor Olimpice (2002) în care a câștigat două medalii de aur și o medalie de argint.